# Skoptofili
Skoptofili (av grekiska σκοπέω, skopéo, "se" eller "betrakta", och φῐλῐ́ᾱ, philía, i detta sammanhang "dragning till" eller "förkärlek") är en term för när en person finner sexuell tillfredsställelse genom att se och då främst att betrakta sexuella handlingar utförda av andra personer, eller tillsammans med någon exempelvis i en spegel, eller genom att betrakta en annan persons nakna kropp och könsdelar. Traditionellt har det vetenskapligt betraktats som en avvikelse, men en skoptofil läggning är en förutsättning för att man ska uppskatta pornografi. 
Termen används främst när det man tittar på är en filmisk eller fotografisk avbildning. Det används dock även när man helt öppet betraktar sexuella handlingar eller nakenhet utan att behöva gömma sig, exempelvis vid striptease.
Fenomenet är nära besläktat med voyeurism. Detta kan ses som en specifik form av skoptofili, där själva smygtittandet är en viktig del i den sexuella njutningen.
Begreppet används även i ett vidare sammanhang som inte alltid är kopplat till det parafila. Begreppet det "skoptofila samhället" är ett uttryck för det moderna samhället, där man konsumerar bilder exempelvis genom TV, film, reklam eller skyltfönster.